# Brighton & Hove Albion Women Football Club 2024-2025
Questa voce raccoglie le informazioni riguardanti il Brighton & Hove Albion Women Football Club nelle competizioni ufficiali della stagione 2024-2025.

## Stagione
La stagione 2024-25 è stata la settima consecutiva del Brighton & Hove Albion nella Women's Super League, massima serie del campionato inglese. Ad inizio stagione è stato annunciato l'arrivo dell'australiano Dario Vidošić come nuovo allenatore della squadra. Il campionato di Women's Super League è stato concluso al quinto posto con 28 punti conquistati in 22 giornate, frutto di 8 vittorie, 4 pareggi e 10 sconfitte. In Women's FA Cup la squadra, che era partita dal quarto turno, è stata eliminata al quinto turno, dove è stata sconfitta dall'Aston Villa. In FA Women's League Cup la squadra ha concluso la fase a gruppi al primo posto nel gruppo D, accendendo così alla fase a eliminazione diretta; ai quarti di finale è stata eliminata dall'Arsenal.

## Maglie e sponsor
Le tenute di gioco solo le stesse adottate dal Brighton maschile: la divisa casalinga era stata annunciata il 15 luglio 2024, mentre la seconda divisa il 30 luglio successivo.
| Casa | Trasferta | Terza divisa |

## Rosa
| N. |                        | Ruolo | Calciatrice        |
| -- | ---------------------- | ----- | ------------------ |
| 2  | Norvegia (bandiera)    | D     | Maria Thorisdottir |
| 3  | Inghilterra (bandiera) | D     | Poppy Pattinson    |
| 5  | Norvegia (bandiera)    | D     | Guro Bergsvand     |
| 6  | Spagna (bandiera)      | C     | Victoria Losada    |
| 7  | Tanzania (bandiera)    | A     | Aisha Masaka       |
| 8  | Germania (bandiera)    | A     | Pauline Bremer     |
| 9  | Inghilterra (bandiera) | A     | Nikita Parris      |
| 10 | Serbia (bandiera)      | C     | Jelena Čanković    |
| 11 | Giappone (bandiera)    | A     | Kiko Seike         |
| 12 | Irlanda (bandiera)     | D     | Caitlin Hayes      |
| 14 | Inghilterra (bandiera) | C     | Fran Kirby         |
| 15 | Paesi Bassi (bandiera) | C     | Nadine Noordam     |
| 16 | Colombia (bandiera)    | D     | Jorelyn Carabalí   |
| 17 | Inghilterra (bandiera) | C     | Rebecca Rayner     |
| 18 | Inghilterra (bandiera) | C     | Maisie Symonds     |

| N. |                        | Ruolo | Calciatrice       |
| -- | ---------------------- | ----- | ----------------- |
| 19 | Paesi Bassi (bandiera) | D     | Marisa Olislagers |
| 20 | Spagna (bandiera)      | A     | Bruna Vilamala    |
| 21 | Stati Uniti (bandiera) | C     | Madison Haley     |
| 22 | Serbia (bandiera)      | C     | Dejana Stefanović |
| 23 | Paesi Bassi (bandiera) | D     | Marit Auée        |
| 25 | Inghilterra (bandiera) | P     | Hannah Poulter    |
| 27 | Scozia (bandiera)      | D     | Rachel McLauchlan |
| 28 | Germania (bandiera)    | P     | Melina Loeck      |
| 32 | Inghilterra (bandiera) | P     | Sophie Baggaley   |
| 33 | Australia (bandiera)   | C     | Charlize Rule     |
| 47 | Inghilterra (bandiera) | C     | Evie Milner       |
| 59 | Inghilterra (bandiera) | A     | Michelle Agyemang |
| 61 | Inghilterra (bandiera) | C     | Mia Balmer        |
| 63 | Inghilterra (bandiera) | A     | Olivia Johnson    |

## Calciomercato

### Sessione estiva
| Acquisti | Acquisti          | Acquisti          | Acquisti      |
| R.       | Nome              | da                | Modalità      |
| -------- | ----------------- | ----------------- | ------------- |
| P        | Comfort Erhabor   | Hibernian         | fine prestito |
| P        | Hannah Poulter    | USC Trojans       | [ 10 ]        |
| P        | Katie Startup     | Manchester City   | fine prestito |
| D        | Marit Auée        | Twente            | [ 11 ]        |
| D        | Rachel McLauchlan | Rangers           | [ 12 ]        |
| D        | Marisa Olislagers | Twente            | [ 13 ]        |
| C        | Chelsea Ferguson  | Lewes             | fine prestito |
| C        | Libby Bance       | Rangers           | fine prestito |
| C        | Jelena Čanković   | Chelsea           | [ 14 ]        |
| C        | Lulu Jarvis       | Reading           | fine prestito |
| C        | Fran Kirby        | Chelsea           | [ 15 ]        |
| C        | Rebecca Rayner    | Sheffield Utd     | [ 16 ]        |
| A        | Michelle Agyemang | Arsenal           | prestito      |
| A        | Aisha Masaka      | Häcken            | [ 18 ]        |
| A        | Nikita Parris     | Manchester United | [ 19 ]        |
| A        | Kiko Seike        | Urawa Reds        | [ 20 ]        |
| A        | Bruna Vilamala    | Barcellona        | prestito      |

| Cessioni | Cessioni            | Cessioni          | Cessioni             |
| R.       | Nome                | a                 | Modalità             |
| -------- | ------------------- | ----------------- | -------------------- |
| P        | Comfort Erhabor     | Plymouth          | prestito             |
| P        | Katie Startup       | Manchester City   | definitivo           |
| D        | Emma Kullberg       | Juventus          | fine contratto       |
| D        | Li Mengwen          | West Ham          | prestito             |
| D        | Grace McEwan        | Portsmouth        | doppia registrazione |
| C        | Libby Bance         | Bristol City      | prestito             |
| C        | Clarabella Hall     | Watford           | doppia registrazione |
| C        | Lulu Jarvis         | Plymouth          | fine contratto       |
| C        | Tatiana Pinto       | Atlético Madrid   | fine contratto       |
| C        | Katie Robinson      | Aston Villa       | fine contratto       |
| C        | Veatriki Sarri      | Everton           | fine contratto       |
| A        | Lily Dent           | Portsmouth        | prestito             |
| A        | Lee Geum-min        | Birmingham City   | definitivo           |
| A        | Elisabeth Terland   | Manchester United | fine contratto       |
| A        | Julia Zigiotti Olme | Bayern Monaco     | fine contratto       |

### Sessione invernale
| Acquisti | Acquisti        | Acquisti | Acquisti      |
| R.       | Nome            | da       | Modalità      |
| -------- | --------------- | -------- | ------------- |
| P        | Comfort Erhabor | Plymouth | fine prestito |
| D        | Caitlin Hayes   | Celtic   | [ 34 ]        |
| C        | Nadine Noordam  | Ajax     | [ 35 ]        |

| Cessioni | Cessioni        | Cessioni   | Cessioni |
| R.       | Nome            | a          | Modalità |
| -------- | --------------- | ---------- | -------- |
| P        | Comfort Erhabor | Portsmouth | prestito |
| P        | Hannah Poulter  | Portsmouth | prestito |

## Risultati

### Women's Super League

#### Girone di andata
| Arbitro: | Impey |

|                                      |           |  |
| Seike 29’, 56’, 75’ Kirby 68’ (rig.) | Marcatori |  |

| Arbitro: | Pearson |

|          |           |  |
| Shaw 44’ | Marcatori |  |

| Arbitro: | Atkin |

|                                                       |           |                      |
| Parris 15’ Bremer 38’ Kirby 79’ (rig.) Agyemang 90+7’ | Marcatori | 13’, 55’ (rig.) Daly |

| Arbitro: | Dowle |

|  |           |              |
|  | Marcatori | 35’ Vilamala |

| Arbitro: | Fullicks |

|            |           |             |
| Parris 52’ | Marcatori | 10’ Clinton |

| Arbitro: | Soneye |

|            |           |  |
| Parris 20’ | Marcatori |  |

| Arbitro: | Fearn |

|                                                             |           |  |
| Mead 13’ Foord 22’ Maanum 25’ Hurtig 76’ Russo 90+5’ (rig.) | Marcatori |  |

| Arbitro: | Benn |

|                                    |           |                |
| McLauchlan 29’ Seike 60’ Kirby 82’ | Marcatori | 64’, 69’ Gorry |

| Arbitro: | Pearson |

|                                                        |           |                        |
| Nüsken 35’, 90+1’ Beever-Jones 40’ Rytting Kaneryd 51’ | Marcatori | 43’ Čanković 71’ Seike |

| Arbitro: | Benn |

|                |           |             |
| Olislagers 83’ | Marcatori | 75’ England |

| Arbitro: | Dowle |

|                               |           |            |
| Smith 31’ Carabalí 82’ (aut.) | Marcatori | 66’ Parris |

#### Girone di ritorno
| Arbitro: | Foster |

|                                          |           |  |
| Toone 2’ Miyazawa 11’ Bizet Ildhusøy 69’ | Marcatori |  |

| Arbitro: | Fullicks |

|                    |           |          |
| Woodham 18’ (aut.) | Marcatori | 88’ Cato |

| Arbitro: | Pearson |

|                                         |           |            |
| Martinez 11’ Ueki 64’ Asseyi 68’ (rig.) | Marcatori | 14’ Parris |

| Arbitro: | Dowle |

|                           |           |                         |
| Olislagers 22’ Losada 42’ | Marcatori | 16’ Baltimore 61’ James |

| Arbitro: | Atkin |

|  |           |           |
|  | Marcatori | 32’ Kirby |

| Arbitro: | Fearn |

|                                                  |           |                            |
| O'Brien 11’ Takarada 35’ McLauchlan 45+5’ (aut.) | Marcatori | 73’ Haley 81’ (rig.) Kirby |

| Arbitro: | Fullicks |

|            |           |                          |
| Rule 90+2’ | Marcatori | 37’ Casparij 90’ Miedema |

| Arbitro: | Benn |

|              |           |                      |
| Agyemang 48’ | Marcatori | 2’ Smith 43’ Kiernan |

| Arbitro: | Wilson |

|                          |           |                                     |
| Holmgaard 9’ Snoeijs 23’ | Marcatori | 21’ Agyemang 44’ Kirby 90+3’ Parris |

| Arbitro: | Fearn |

|                                       |           |                           |
| Kirby 16’ Čanković 43’, 52’ Seike 54’ | Marcatori | 29’ Foord 90+3’ Caldentey |

| Arbitro: | Benn |

|                                |           |              |
| Salmon 5’ Daly 44’ Pacheco 74’ | Marcatori | 90+4’ Parris |

### Women's FA Cup
| Arbitro: | Dennington |

|                                                            |           |           |
| Vilamala 6’ Agyemang 19’ (rig.) Bergsvand 21’ Parris 90+6’ | Marcatori | 71’ Blake |

| Arbitro: | Burgin |

|                                 |           |                 |
| Patten 45+2’ Daly 50’ Grant 55’ | Marcatori | 45’, 72’ Parris |

### FA Women's League Cup

#### Fase a gruppi
| Arbitro: | Fearn |

|  |           |                                     |
|  | Marcatori | 71’ Bergsvand 74’ Symonds 86’ Kirby |

| Arbitro: | Horwood |

|                                        |                      |                                 |
| Parris Čanković Seike Agyemang Symonds | Tiri di rigore 3 – 4 | Thibaud Mace Momiki Cayman Rose |

| Arbitro: | Horwood |

|                                                                    |           |                     |
| Vilamala 7’ McLauchlan 28’ Bremer 42’ Agyemang 48’ Parris 69’, 86’ | Marcatori | 10’ Teisar 51’ Bull |

#### Fase a eliminazione diretta
| Arbitro: | Benn |

|  |           |                                                      |
|  | Marcatori | 65’ Maanum 68’ McCabe 70’ Cooney-Cross 83’ Caldentey |

## Statistiche

### Statistiche di squadra
| Competizione          | Punti | In casa | In casa | In casa | In casa | In casa | In casa | In trasferta | In trasferta | In trasferta | In trasferta | In trasferta | In trasferta | Totale | Totale | Totale | Totale | Totale | Totale | DR |
| Competizione          | Punti | G       | V       | N       | P       | Gf      | Gs      | G            | V            | N            | P            | Gf           | Gs           | G      | V      | N      | P      | Gf     | Gs     | DR |
| --------------------- | ----- | ------- | ------- | ------- | ------- | ------- | ------- | ------------ | ------------ | ------------ | ------------ | ------------ | ------------ | ------ | ------ | ------ | ------ | ------ | ------ | -- |
| Women's Super League  | 28    | 11      | 5       | 4       | 2       | 23      | 15      | 11           | 3            | 0            | 8            | 12           | 26           | 22     | 8      | 4      | 10     | 35     | 41     | -6 |
| Women's FA Cup        | -     | 1       | 1       | 0       | 0       | 4       | 1       | 1            | 0            | 0            | 1            | 2            | 3            | 2      | 1      | 0      | 1      | 6      | 4      | +2 |
| FA Women's League Cup | -     | 3       | 1       | 1       | 1       | 6       | 6       | 1            | 1            | 0            | 0            | 3            | 0            | 4      | 2      | 1      | 1      | 9      | 6      | +3 |
| Totale                | -     | 15      | 7       | 5       | 3       | 33      | 22      | 13           | 4            | 0            | 9            | 17           | 29           | 28     | 11     | 5      | 12     | 50     | 51     | -1 |

### Andamento in campionato
| Giornata  | 1 | 2 | 3 | 4 | 5 | 6 | 7 | 8 | 9 | 10 | 11 | 12 | 13 | 14 | 15 | 16 | 17 | 18 | 19 | 20 | 21 | 22 |
| --------- | - | - | - | - | - | - | - | - | - | -- | -- | -- | -- | -- | -- | -- | -- | -- | -- | -- | -- | -- |
| Luogo     | C | T | C | T | C | C | T | C | T | C  | T  | T  | C  | T  | C  | T  | T  | C  | C  | T  | C  | T  |
| Risultato | V | P | V | V | N | V | P | V | P | N  | P  | P  | N  | P  | N  | V  | P  | P  | P  | V  | V  | P  |
| Posizione | 1 | 6 | 4 | 4 | 4 | 3 | 3 | 3 | 5 | 5  | 5  | 5  | 5  | 5  | 5  | 5  | 5  | 5  | 6  | 5  | 5  | 5  |

Legenda:

Luogo: C = Casa; T = Trasferta. Risultato: V = Vittoria; N = Pareggio; P = Sconfitta.

### Statistiche delle giocatrici
| Giocatore       | Women's Super League | Women's Super League | Women's Super League | Women's Super League | Women's FA Cup | Women's FA Cup | Women's FA Cup | Women's FA Cup | FA Women's League Cup | FA Women's League Cup | FA Women's League Cup | FA Women's League Cup | Totale   | Totale | Totale      | Totale     |
| Giocatore       | Presenze             | Reti                 | Ammonizioni          | Espulsioni           | Presenze       | Reti           | Ammonizioni    | Espulsioni     | Presenze              | Reti                  | Ammonizioni           | Espulsioni            | Presenze | Reti   | Ammonizioni | Espulsioni |
| --------------- | -------------------- | -------------------- | -------------------- | -------------------- | -------------- | -------------- | -------------- | -------------- | --------------------- | --------------------- | --------------------- | --------------------- | -------- | ------ | ----------- | ---------- |
| M. Agyemang     | 17                   | 3                    | 4                    | 0                    | 2              | 1              | 0              | 0              | 3                     | 1                     | 0                     | 0                     | 22       | 5      | 4           | 0          |
| M. Auée         | 7                    | 0                    | 2                    | 0                    | -              | -              | -              | -              | 1                     | 0                     | 0                     | 0                     | 8        | 0      | 2           | 0          |
| S. Baggaley     | 14                   | -26                  | 0                    | 0                    | 0              | 0              | 0              | 0              | 0                     | 0                     | 0                     | 0                     | 14       | -26    | 0           | 0          |
| M. Balmer       | 0                    | 0                    | 0                    | 0                    | -              | -              | -              | -              | 1                     | 0                     | 0                     | 0                     | 1        | 0      | 0           | 0          |
| G. Bergsvand    | 22                   | 0                    | 1                    | 0                    | 2              | 1              | 0              | 0              | 4                     | 1                     | 0                     | 0                     | 28       | 2      | 1           | 0          |
| P. Bremer       | 17                   | 1                    | 0                    | 0                    | 2              | 0              | 0              | 0              | 3                     | 1                     | 0                     | 0                     | 22       | 2      | 0           | 0          |
| J. Čanković     | 15                   | 3                    | 2                    | 0                    | 2              | 0              | 0              | 0              | 4                     | 0                     | 0                     | 0                     | 21       | 3      | 2           | 0          |
| J. Carabalí     | 13                   | 0                    | 0                    | 0                    | 2              | 0              | 0              | 0              | 4                     | 0                     | 0                     | 0                     | 19       | 0      | 0           | 0          |
| M. Haley        | 15                   | 1                    | 3                    | 0                    | 2              | 0              | 0              | 0              | 3                     | 0                     | 0                     | 0                     | 20       | 1      | 3           | 0          |
| C. Hayes        | 6                    | 0                    | 3                    | 0                    | 1              | 0              | 0              | 0              | -                     | -                     | -                     | -                     | 7        | 0      | 3           | 0          |
| O. Johnson      | 0                    | 0                    | 0                    | 0                    | -              | -              | -              | -              | 1                     | 0                     | 0                     | 0                     | 1        | 0      | 0           | 0          |
| F. Kirby        | 17                   | 7                    | 2                    | 0                    | -              | -              | -              | -              | 1                     | 1                     | 0                     | 0                     | 18       | 8      | 2           | 0          |
| M. Loeck        | 8                    | -15                  | 0                    | 0                    | 2              | -4             | 0              | 0              | 4                     | -6                    | 0                     | 0                     | 14       | -25    | 0           | 0          |
| V. Losada       | 15                   | 1                    | 2                    | 0                    | 1              | 0              | 0              | 0              | 3                     | 0                     | 0                     | 0                     | 19       | 1      | 2           | 0          |
| A. Masaka       | 1                    | 0                    | 0                    | 0                    | -              | -              | -              | -              | 1                     | 0                     | 0                     | 0                     | 2        | 0      | 0           | 0          |
| R. McLauchlan   | 18                   | 1                    | 2                    | 0                    | 2              | 0              | 0              | 0              | 4                     | 1                     | 1                     | 0                     | 24       | 2      | 3           | 0          |
| E. Milner       | 0                    | 0                    | 0                    | 0                    | -              | -              | -              | -              | 1                     | 0                     | 0                     | 0                     | 1        | 0      | 0           | 0          |
| N. Noordam      | 7                    | 0                    | 2                    | 0                    | 1              | 0              | 0              | 0              | -                     | -                     | -                     | -                     | 8        | 0      | 2           | 0          |
| M. Olislagers   | 20                   | 2                    | 2                    | 0                    | 2              | 0              | 0              | 0              | 4                     | 0                     | 1                     | 0                     | 26       | 2      | 3           | 0          |
| N. Parris       | 22                   | 7                    | 3                    | 0                    | 2              | 3              | 0              | 0              | 4                     | 2                     | 0                     | 0                     | 28       | 12     | 3           | 0          |
| P. Pattinson    | 18                   | 0                    | 5                    | 1                    | 2              | 0              | 0              | 0              | 4                     | 0                     | 0                     | 0                     | 24       | 0      | 5           | 1          |
| H. Poulter      | 0                    | 0                    | 0                    | 0                    | -              | -              | -              | -              | -                     | -                     | -                     | -                     | 0        | 0      | 0           | 0          |
| R. Rayner       | 4                    | 0                    | 0                    | 0                    | 1              | 0              | 0              | 0              | 1                     | 0                     | 0                     | 0                     | 6        | 0      | 0           | 0          |
| C. Rule         | 4                    | 1                    | 0                    | 0                    | 0              | 0              | 0              | 0              | -                     | -                     | -                     | -                     | 4        | 1      | 0           | 0          |
| K. Seike        | 18                   | 6                    | 0                    | 0                    | 0              | 0              | 0              | 0              | 3                     | 0                     | 0                     | 0                     | 21       | 6      | 0           | 0          |
| D. Stefanović   | 8                    | 0                    | 1                    | 0                    | 2              | 0              | 0              | 0              | 1                     | 0                     | 0                     | 0                     | 11       | 0      | 1           | 0          |
| M. Symonds      | 18                   | 0                    | 3                    | 1                    | 1              | 0              | 0              | 0              | 3                     | 1                     | 0                     | 0                     | 22       | 1      | 3           | 1          |
| M. Thorisdottir | 13                   | 0                    | 3                    | 0                    | 2              | 0              | 1              | 0              | 1                     | 0                     | 0                     | 0                     | 16       | 0      | 4           | 0          |
| B. Vilamala     | 13                   | 1                    | 0                    | 0                    | 1              | 1              | 0              | 0              | 3                     | 1                     | 0                     | 0                     | 17       | 3      | 0           | 0          |